# Ruggero Ferrario
Ruggero Ferrario (Milà, 7 d'octubre de 1897 - Milà, 5 d'abril de 1976) va ser un ciclista italià, que va córrer en els anys posteriors a la Primera Guerra Mundial. Es dedicà principalment al ciclisme en pista, tot i que també guanyà alguna cursa en carretera.
El seu principal èxit esportiu fou la medalla d'or aconseguida als Jocs Olímpics d'Anvers de 1920 en l'especialitat de persecució per equips, junt a Arnaldo Carli, Franco Giorgetti i Primo Magnani.
El 1919 guanyà la primera edició de la Coppa Bernocchi.